# Півострів Говена
Півострів Говена — півострів у північно-східній Азії на території Камчатського краю Росії. Вдається на 70 км в Карагінську затоку Берингового моря.
Півострів Говена знаходиться між півостровами Ільпінським і Олюторським. Його найпівденніша точка — мис Говена, на честь якого названий півострів (спочатку — спотворення коряк. «гыввын» — «камінь»). Також на півострові знаходяться миси Примітний, Галинвилан, Чаячий (Перин), Піщаний (на захід від мису Говена) і Вравр, Тавухін (на схід від мису Говена). Великі річки: Валкаваям, Алінатунваям, Тнахивнитваям, Масваям, Евоваям, Алутова. Півострів розділяє Корфа затока і Олюторська затока. На півострові кілька заток-фіордів: бухти Лаврова і Південна глибока, лагуна Тантікун і гавань Скобелєва. На Олюторському півострові багато озер, найбільші: Атіюлгитгин, Яовалгиюгин і Івтилгитдин.

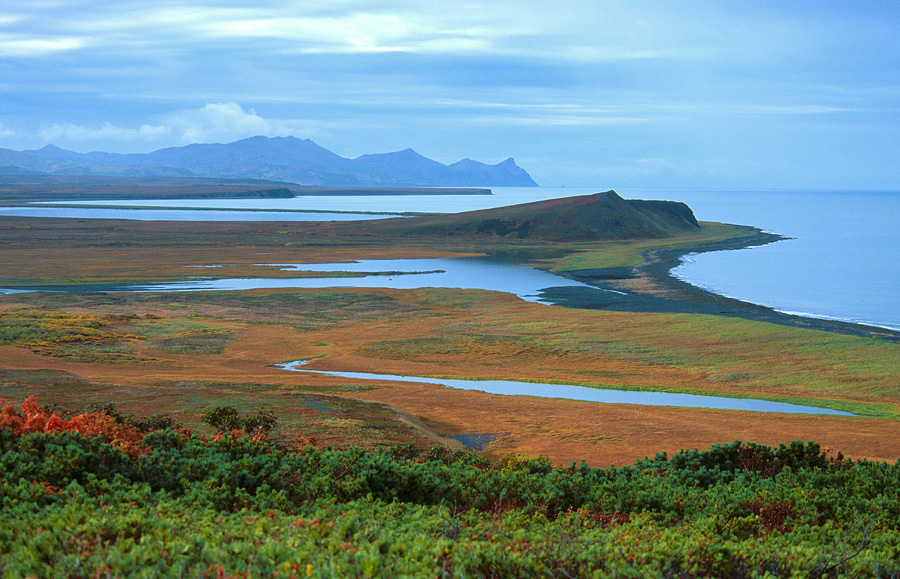
Ділянка Коряцького заповідника на півострові Говена

Рельєф півострова переважно гірський. Найвища гора Північна (1240 м). До високих також відносяться: Ауамильтап (1116 м), Інагитикан (987 м), Какутикако (768 м) та інші.
Поруч з півостровом глибини моря до 320 м. На західному узбережжі біля гавані Скобелєва лежить урочище Олюторка.